# Liste der Monuments historiques in Sisteron
Die Liste der Monuments historiques in Sisteron führt die Monuments historiques in der französischen Gemeinde Sisteron auf.

## Liste der Bauwerke
| Bezeichnung                    | Beschreibung | Standort                       | Kennzeichnung | Schutzstatus | Datum | Bild |
| ------------------------------ | ------------ | ------------------------------ | ------------- | ------------ | ----- | ---- |
| Kapelle St-Marcel              |              | La Beaume (Lage)               | PA00080492    | Classé       | 1984  |      |
| Zitadelle von Sisteron         |              | (Lage)                         | PA00080493    | Classé       | 1925  |      |
| Couvent de la Visitation       |              | Rue de la Mission (Lage)       | PA00080494    | Inscrit      | 1984  |      |
| Dominikanerkirche              |              | La Beaume (Lage)               | PA00080495    | Classé       | 1963  |      |
| Kirche Notre-Dame des Pommiers |              | (Lage)                         | PA00080491    | Classé       | 1840  |      |
| Festungsanlagen                |              | (Lage)                         | PA00080496    | Classé       | 1875  |      |
| Krankenhaus                    |              | Avenue de la Libération (Lage) | PA00080497    | Inscrit      | 1989  |      |
| Haus                           |              | 14, rue de la Mercerie (Lage)  | PA00080499    | Inscrit      | 1948  |      |
| Haus der Missionare vom Kreuz  |              | 17, rue de la Mission (Lage)   | PA00080498    | Inscrit      | 1987  |      |

## Liste der Objekte
- Monuments historiques (Objekte) in Sisteron in der Base Palissy des französischen Kultusministeriums